# Conistra canescens
Conistra canescens là một loài bướm đêm trong họ Noctuidae.